# Vecht en Lommer

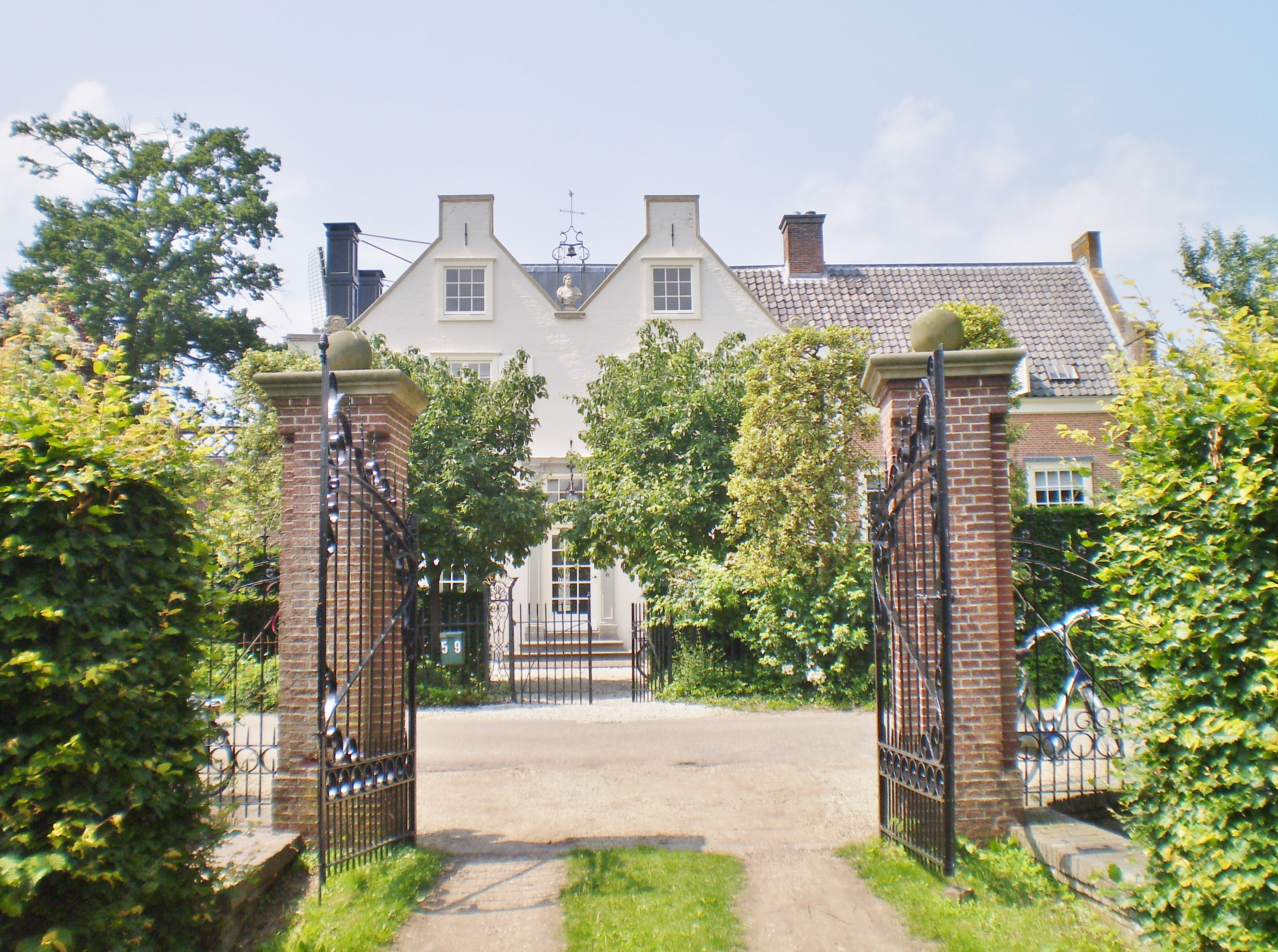
Vecht en Lommer vanuit de overtuin

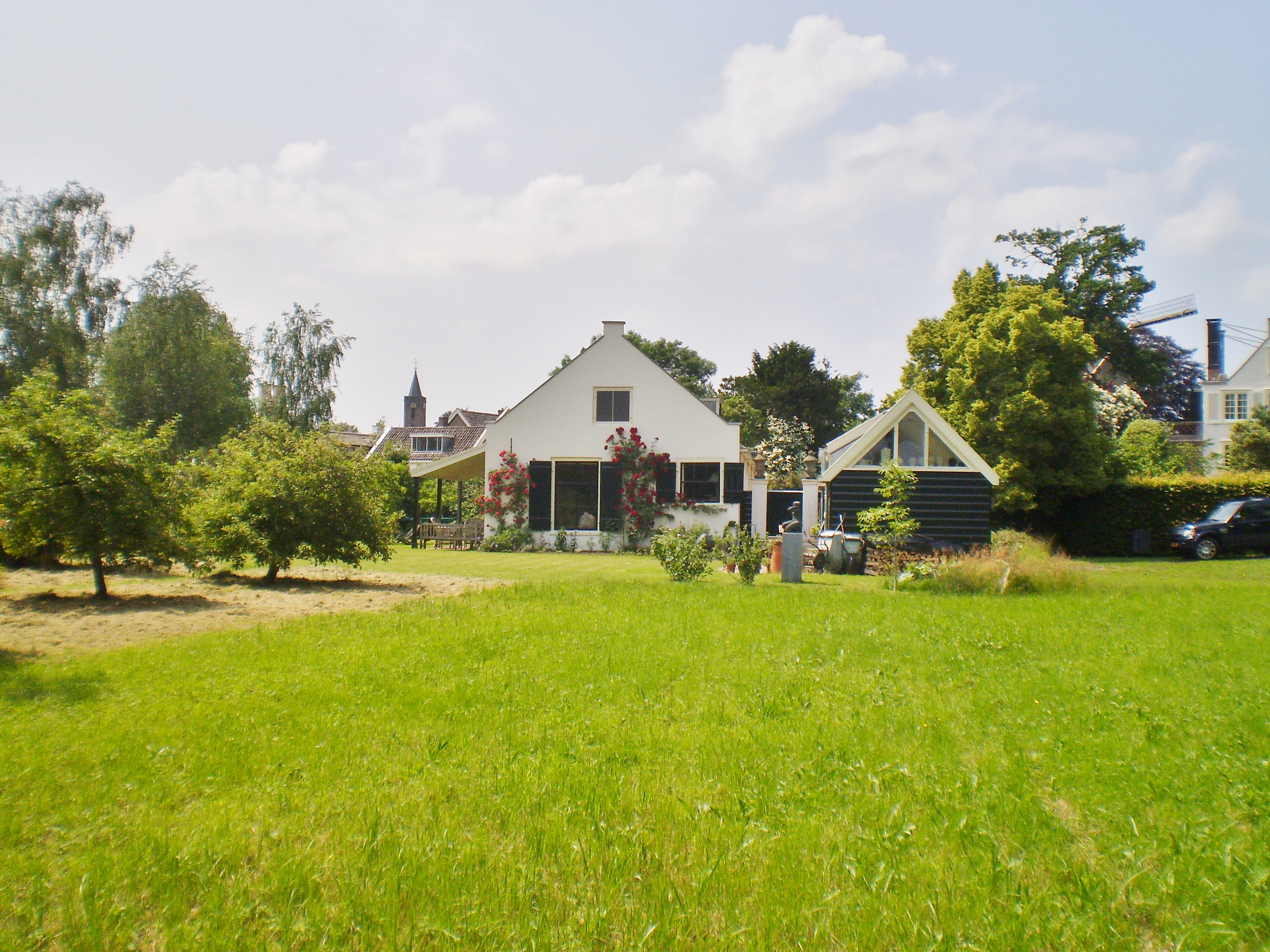
Vecht en Lommer: overtuin

Vecht en Lommer, na 1830 ook Kalorama is een buitenplaats en rijksmonument aan Oud Over 59 in Loenen aan de Vecht.
Het huis staat haaks op de Vecht. Als eerste eigenaar wordt Pieter Hoogeveen genoemd. Hij liet een eenvoudig huis bouwen dat pas in de 20e eeuw zijn huidige omvang kreeg. De familie Hoogeveen leverde verschillende keren de schout van Loenen en Kronenburg.

## Kalorama
In 1835 wordt J.W. van Reenen eigenaar, hij verhuurde het huis. Johannes Willem van Reenen was 'buitenplaatsverzamelaar' en noemde het buiten Kalorama, Grieks voor Schoon Zicht. Pas in 1997 kreeg het buiten de oorspronkelijke naam Vecht en Lommer terug.
Het aan de Vechtzijde witgepleisterde huis kreeg in 1920 een noord- en zuidvleugel. Nieuwe bewoner werd de familie Kappeyne van de Coppello. De familie nam een aantal zaken mee vanuit Amsterdam, zoals twee marmeren schoorsteenmantels en een houten hoekschouw in Lodewijk XIV-stijl met een aantal schilderstukken uit ca. 1700 van Van der Aa. Ten slotte werd uit zijn huis in Amsterdam een second empire schoorsteenpartij overgebracht naar Kalorama. Alle vertrekken op de begane grond kregen zo verwarming.
Boven enkele deuren is stucwerk aangebracht met klassieke voorstellingen. Aan de topgevels aan de Vechtzijde is een vrouwenbuste aangebracht, aan de straatzijde een mannenbuste. Op het dak staat een klokkenstoel met bronzen luidklok met de tekst M.E. Pieter Seest Amstelodami Ao 1763.
Aan de linkerkant lagen in de 18de eeuw kamers en suite. Rechts waren toen de keuken, een gedeelte met de trap naar boven, een bijkeuken, provisiekamer, de trap naar de kelder en een wc en aan de Vechtzijde een kamer. In 1820 was een grote verbouwing. De keuken, bijkeuken, dienkeuken en wc's werden verplaatst naar de nieuwe aanbouw aan de noordkant. De oude keuken werd ingericht als biljartkamer, de kamer rechts achter werd eetkamer.
Later werd aan de zuidkant een muziekzaal toegevoegd in Amsterdamse Schoolstijl. Bij het buiten hoort een koetshuis.

## Tuin
Aan de oostkant van Oud Over ligt de overtuin van de buitenplaats, deels gebruikt als boomgaard en als recreatieplek. De overtuin van 10 ha. was vroeger zo'n 25 ha. groot. De oost-west lopende tuinmuur is in 18e-eeuwse stijl. De tuin is aangelegd in gemengde tuinstijl, met rechthoekige vakken en boomgroepen aan de randen. Hier staat ook de tuinmanswoning.

## Bewoners
- ± 1726 - Peter Hoogeveen
- 1734 - Adriaan Hoogeveen
- - 1835 H. de Valck
- 1835 - 1860 mr. J.W. van Reenen
- 1860 - 1879 Titus de Meester x jonkvrouw Cath. Henr. Com de Ranitz
- 1879 - 1890 Titus de Meester x
- 1890 - 1908 Joh. Allegonda van de Crab van Leent
- 1908 - 1920 mr. J. Kappeyne van de Coppello
- 1920 - 1992 mr. dr. N.J.C.M. Kappeyne van de Coppello
- 1992 - Nicolaas Theodoor Kappeijne van de Coppello